# André-Frank Zambo Anguissa
André-Frank Zambo Anguissa (Iaundé, 16 de novembro de 1995) é um futebolista Camaronês que atua como meio-campista. Atualmente joga pelo Napoli.

## Carreira

### Ol Marseille
André-Frank Zambo Anguissa começou a carreira no Olympique de Marseille, vindo das categorias de base do Stade de Reims.
Anguissa fez sua estreia profissional contra o FC Groningem em partida UEFA Europa League, em 2015, depois disso, oscilou nos jogos com a equipe B, até 2016.

### Fulham
Em 2018, acertou sua ída ao recém promovido da Premier League, o Fulham FC.

## Seleção
Anguissa fez sua estreia com Camarões, em partida amistosa contra a Tunísia, em 24 de março de 2017.

## Títulos
Napoli
- Campeonato Italiano: 2022–23, 2024–25[2]